# Kampókéz (Odaát)
A Kampókéz (Hook Man) az Odaát című televíziós sorozat első évadának hetedik epizódja.

## Cselekmény
Iowa államban egy egy egyetemista fiút brutálisan meggyilkolnak, megcsonkított testét egy út menti fára akasztva találják meg. Dean és Sam felfigyelnek a különös esetre, így a helyszínre, Ankeny városába utaznak. Itt beszélnek az egyetlen felhasználható személlyel, a helyi tiszteletes lányával, Lori Sorensonnal, aki elmondása szerint éppen egy buliba tartott barátjával, Rich-csel, amikor valami végigkarcolta a mellettük lévő táblát, illetve Rich autójának tetejét, majd pedig mikor a fiú kiszállt, valami végzett vele.
A fivérek hosszú délután töltenek könyvtárban, így akadnak rá egy helyi sorozatgyilkosságra: 1862-ben egy Jacob Karns nevű helyi pap erősen tiltakozott a prostitúció ellen, majd a hév fokozódott, végül több utcalánnyal is végzett, a legtöbb holttesteket pedig fákra akasztotta – méghozzá ugyanazon az úton, ahol Rich is meghalt. A gyilkos fegyver egy ezüst kampó volt, amit a férfi egy baleset után kapott jobb karja helyére, rajta egy különös jellel. Miután Karnst elfogták, kivégezték és jelöletlen sírba temették, sok-sok évvel azután azonban történt még néhány gyilkosság, melyet szintén papok követtek el, akik később azt vallották, valamiféle ismeretlen erő irányította őket. Winchesterék biztosra veszik, hogy Jacob szelleme kísért, melyet a városi legendában Kampósként emlegetnek. Deanék ellátogatnak a gyilkosság színhelyére, ezúttal egy különleges fegyverrel: egy puskával, ami kősóval van megtöltve, ez pedig ha nem is öli meg, de elriassza a természetfeletti lényeket. Csakhogy míg a fiúk helyszínelnek, váratlanul egy rendőr lép ki a közeli bozótból, és letartóztatja őket. Míg Deanék a fogdában ülnek, éjszaka Lori egyetemi szobatársát is megölik, hasonlóan Rich-hez. Miután Dean elintézte, hogy szabadon engedjék őket, öccsével eljutnak az új gyilkosság színhelyére ó, ahol a vérnyomok alapján arra a következtetésre jutnak, hogy a kísértet valószínűleg most is embereket vesz az irányítása alá, akire pedig a leginkább gyanakodnak, az Lori apja, Sorenson tiszteletes. Míg Dean felkeresi, és elégeti Karns maradványait, Sam szemmel tartja Lorit, illetve egy csók is elcsattan közöttük, a romantikázást azonban a lány apja zavarja meg. Ám amint a férfi ráparancsol a lányára, hogy menjen aludni, a Kampós jelenik meg mögötte és kampójával a házba ráncigálja. Végül Samnek sikerül kősóval elzavarni a szellemet, a tiszteletes kórházba kerül.
A fivérek nem értik, miért nem pusztult el a kísértet, amikor Dean felégette a maradványokat, ám ekkor felvillan bennük, hogy Krans kampóját nem pusztították el, így van mihez kötődnie még a szellemnek. Ugyan kinyomozzák, hogy a kampót beolvasztották, nem tudják, mi készült belőle, így betörnek Sorensonék templomába, és minden ezüst tárgyat tűzre dobnak. Csakhogy váratlanul betoppan Lori, majd a Kampós is megjelenik, és az életükre tör. Sam észrevesz a lány nyakában egy ezüst nyakláncot, amit állítása szerint még régen az apja adott neki. A fivérek felveszik a harcot a szellemmel, majd végül tűzre dobják a nyakláncot – a Kampós megsemmisül.
A történtek után, Lori megköszöni a segítséget a fiúknak, és közli, hogy apja már sokkal jobban van. Dean és Sam pedig ismét autóba ülnek, és folytatják a keresést apjuk után...

## Természetfeletti lények

### Kampós szellem
A Kampós valójában egy 1800-as években élt tiszteletes, Jacob Karns szelleme, aki 1862-ben 13 prostituáltat gyilkolt meg brutálisan. Tetteit egy ezüst kampóval hajtotta végre, melyet korábban, egy baleset után kapott a jobb karja helyére. Áldozatai néhányával saját lakásuk ágyán végzett és otthagyta őket, többségüket azonban megölésük után főút menti fákra akasztotta fel, fejjel lefelé. A gyilkosságokért Jacobot kivégezték, jelöletlen sírba temették, kampóját pedig beolvasztották.
A szellem azonban azóta kísért; 1932-ben egy tiszteletest tartóztattak le gyilkosságért, 1967-ben pedig szintén egy pap próbált végezni néhány hippivel, elfogásuk után pedig mindketten azt vallották, hogy egy ismeretlen erő irányította őket. A kísértet elpusztításához kivételesen nem elég elégetni testi maradványait, a beolvasztott kampóból készült ezüst tárgyat is meg kell semmisíteni, ez esetben egy ezüst nyakláncot.

### Szellem
A szellem egy olyan elhunyt ember lelke, ki különös halált halt, és lelke azóta az élők közt kísért, általában egy olyan helyen, mely fontos volt az illetőnek földi életében. Szellemekből sokféle létezik: kopogószellem, bosszúálló szellem, vagy olyan ómen, mely figyelmezteti az embereket egy közelgő veszélyre.

## Időpontok és helyszínek
- 2006. január 28-31. – Ankeny, Iowa

## Zenék
- Split Habit – Higher Mathematics
- Quiet Riot – Bang Your Head (Metal Health)
- Low Five – Noise
- APM – At Rest
- APM – Royal Bethlehem
- Paul Richards – U Do 2 Me
- Boston – Peace Of Mind

## Külső hivatkozások
- Supernatural-Hookman az Internet Movie Database oldalon (angolul)